# Mikawa-lijn
De Mikawa-lijn (Japans: 名鉄三河線, Meitetsu Mikawa-sen) is een spoorlijn tussen de steden Toyota en Hekinan in Japan. De lijn maakt deel uit van het netwerk van het particuliere spoorbedrijf Meitetsu in de prefectuur Aichi.
De spoorlijn is enkelsporig, het overgrote deel van de stations heeft echter een passeerspoor.

## Geschiedenis
De Mikawa Railway opende het gedeelte van Hekinan naar Kariya in 1914, waarna het werd verlengd tot Mikawa Chiryū in 1915, tot Koromo (nu Toyotashi) in 1920 en tot Sanage in 1924.
In 1926 werd het gedeelte van Sanage naar Hekinan geëlektrificeerd met 1500 V gelijkstroom, later dat jaar werd het gedeelte naar Matsukijima geëlektrificeerd. Deze lijn werd later gesloten.
Tussen 1927 en 1928 werd het gedeelte van Sanage naar Nishi Nakagane geopend (later gesloten). In 1928 werd ook het gedeelte tussen Matsukijima en Mikawa Yoshida geopend.
In 1941 fuseerde het bedrijf met de Nagoya Railroad (Meitetsu), en in 1943 opende het gedeelte van Mikawa Yoshida naar Kira Yoshida.
In de jaren 30 werd begonnen aan de bouw van een verlenging van 8 km tussen Nishi Nakagane en Asuke, maar door het uitbreken van de Tweede Wereldoorlog en een gebrek aan materialen werd de spoorlijn nooit aangelegd en aan de plannen kwam een definitief einde in 1958.
Het goederenvervoer stopte in 1984 en door het afnemende aantal reizigers werd de elektrificatie op het gedeelte van Sanage naar Nishi Nakagane in 1985 ontmanteld en op het gedeelte van Hekinan naar Kira Yoshida in 1990. Dieseltreinen gingen vanaf dat moment de dienst verzorgen. Het gebruik bleef dalen, en beide lijnen werden in 2004 gesloten.

## Treindiensten
Er rijden alleen stoptreinen op deze lijn, treinen rijden niet verder dan Chiryū.

## Stations
| Station           | Japans   | Verbindingen                                                                   | Wijk     | Stad     | Prefectuur |
| ----------------- | -------- | ------------------------------------------------------------------------------ | -------- | -------- | ---------- |
| Sanage            | 猿投     |                                                                                | Toyota   | Toyota   | Aichi      |
| Hiratobashi       | 平戸橋   |                                                                                | Toyota   | Toyota   | Aichi      |
| Koshido           | 越戸     |                                                                                | Toyota   | Toyota   | Aichi      |
| Umetsubo          | 梅坪     | Meitetsu: Toyota-lijn                                                          | Toyota   | Toyota   | Aichi      |
| Toyotashi         | 豊田市   | Meitetsu: Toyota-lijn Aichi Loop Railway: Aichi-ringlijn (station Shin-Toyota) | Toyota   | Toyota   | Aichi      |
| Uwagoromo         | 上挙母   | Aichi Loop Railway: Aichi-ringlijn (station Shin-Uwagoromo)                    | Toyota   | Toyota   | Aichi      |
| Tsuchihashi       | 土橋     |                                                                                | Toyota   | Toyota   | Aichi      |
| Takemura          | 竹村     |                                                                                | Toyota   | Toyota   | Aichi      |
| Wakabayashi       | 若林     |                                                                                | Toyota   | Toyota   | Aichi      |
| Mikawa Yatsuhashi | 三河八橋 |                                                                                | Toyota   | Toyota   | Aichi      |
| Mikawa Chiryū     | 三河知立 |                                                                                | Chiryu   | Chiryu   | Aichi      |
| Chiryū            | 知立     | Meitetsu: Nagoya-lijn                                                          | Chiryu   | Chiryu   | Aichi      |
| Shigehara         | 重原     |                                                                                | Chiryu   | Chiryu   | Aichi      |
| Kariya            | 刈谷     | JR Central: Tokaido-lijn                                                       | Kariya   | Kariya   | Aichi      |
| Kariyashi         | 刈谷市   |                                                                                | Kariya   | Kariya   | Aichi      |
| Ogakie            | 小垣江   |                                                                                | Kariya   | Kariya   | Aichi      |
| Yoshihama         | 吉浜     |                                                                                | Takahama | Takahama | Aichi      |
| Mikawa Takahama   | 三河高浜 |                                                                                | Takahama | Takahama | Aichi      |
| Takahama-minato   | 高浜港   |                                                                                | Takahama | Takahama | Aichi      |
| Kita Shinkawa     | 北新川   |                                                                                | Hekinan  | Hekinan  | Aichi      |
| Shinkawa-machi    | 新川町   |                                                                                | Hekinan  | Hekinan  | Aichi      |
| Hekinan-chūō      | 碧南中央 |                                                                                | Hekinan  | Hekinan  | Aichi      |
| Hekinan           | 碧南     |                                                                                | Hekinan  | Hekinan  | Aichi      |